# Aláuddín Muhammad
Aláuddín Muhammad (někdy nazývaný též Ala ad-Din Muhammad II, plným jménem: Ala ad-Dunya wa ad-Din Abul-Fath Muhammad Sanjar ibn Tekish) – byl šáhem Chórezmské říše v letech 1200–1220. Jeho předek byl otrokem seldžuckých Turků, který se ale nakonec stal místokrálem malé říše v regionu Chorezm. Aláuddín je nejvíce známý územní expanzí Chórezmské říše, ale též následným hrubým podceněním síly Mongolů vedenými Čingischánem a konečným katastrofickým koncem této říše.

## Vláda
Poté, co zemřel jeho otec, nastoupil na jeho místo. Nicméně musel hned od začátku vlády bojovat s dynastií Ghurid ovládající přibližně území současného východního Iráku. Posléze dobyl města Herat, Samarkand, Taškent a většinu území původně patřící seldžucké říši a následně se prohlásil šáhem (perský titul pro krále). Roku 1212 šáh porazil Gurchána Kutluka a zahájil ofenzivu proti jeho karakitánskému chanátu, jehož území zakrátko ovládl. Chórezmská říše v té době ovládala prostor od řeky Syrdarja a téměř všechny cesty vedoucí do Bagdádu a od Kaspického moře k řece Indus na východě.

## Pád
V době vrcholu Chórezmské říše však na východě Asie vznikla obrovská Mongolská říše pod vedením mocného Čingischána. V té době již sjednotil mongolské kmeny a dobyl dvě třetiny současné Číny. Roku 1218 odeslal Čingischán své emisary k chórezmskému šáhovi. Hlavním oficiálním cílem těchto emisarů bylo vyjednat zpřístupnění obchodních cest, například hedvábné stezky, mezi Asií a východní Evropou. Ale Aláuddín, hrubě podceňující sílu svého východního protivníka, nechal mongolské vyslance popravit a údajně poslal jejich hlavy zpět Čingischánovi. Toto znamenalo pro Čingischána otevřené vyhlášení války a okamžitě vtrhl do země. Mongolové následně dobyli a zničili celou Chórezmskou říši způsobem, který svou brutalitou přesáhl i tehdejší kruté zvyklosti.

## Smrt
Aláuddínovi se povedlo mongolskému nájezdu uniknout, posléze hledal útočiště v celém Chorásánu. Brzy poté však zemřel na zánět pohrudnice na jednom z ostrovů Kaspického moře poblíž přístavu Abaskun.